# Sixtus IV
Sixtus IV, född Francesco della Rovere 21 juli 1414 i Celle Ligure nära Savona, död 12 augusti 1484 i Rom, var påve från 9 augusti 1471 till sin död den 12 augusti 1484.

## Biografi
Francesco della Rovere föddes av fattiga föräldrar. På grund av ett löfte till sin mor inträdde han i franciskanorden, och började sedan studera filosofi och teologi vid universitetet i Pavia. Han undervisade därefter i Padua, Bologna, Pavia, Siena, och Florens. Efter att ha varit sin ordens prokurator i Rom och sedan dess ordensgeneral i Ligurien, utsågs han 1467 av Paulus II till kardinalpräst med San Pietro in Vincoli som titelkyrka. Dessa år ägnade han i stor utsträckning åt teologiskt författande.
År 1471 efterträdde han Paulus II som påve, och gjorde sig till ledare för ett kraftigt motstånd mot osmanska riket. I övrigt använde han sin makt till att utvidga sin familjs besittningar och var den förste påve som i politiken lät sig ledas av ohöljd nepotism. Med Florens låg han i ett tvåårigt krig som ökade förvirringen i Italien. Han var Roms förste verklige påvekung (Gregorovius). 
Han var varm vän av konst och vetenskap och lät uppföra bland annat Sixtinska kapellet och Ponte Sisto och andra praktbyggnader samt återupprätta Vatikanbiblioteket. Han författade flera verk i teologi, till exempel De potentia Dei (Guds makt) och De sanguine Christi (Kristi blod). I ett verk om den obefläckade avlelsen argumenterade han för att Thomas av Aquino och Duns Scotus använde olika ord för väsentligen samma ståndpunkt.
I en bulla den 27 februari 1477 gav Sixtus IV tillåtelse att upprätta ett universitet i Uppsala, efter en ansökan från Sverige. Uppsala fick därmed Nordens första universitet.

## Bilder
| - Sixtus IV, målning av Melozzo da Forlì. - Sixtus IV:s gravmonument, utfört av Antonio del Pollaiuolo. |